# Haplorhabdus nymani
Haplorhabdus nymani là một loài bọ cánh cứng trong họ Cerambycidae.